# Liga de Básquetbol Estatal de Chihuahua 2022
La Liga de Básquetbol Estatal de Chihuahua 2022 se refiere al certamen de la Liga Estatal de Básquetbol de Chihuahua celebrado entre el 28 de enero de 2022 y el 30 de marzo de 2022. 
Por motivos de esponsorización, la liga se le conoce también como Liga Mexbet LBE.
La temporada 2022 contará con la participación de ocho equipos entre los que destacan los regresos de Cerveceros de Meoqui y Manzaneros de Cuauhtémoc, así como las nuevas franquicias de Algodoneros de Delicias, Apaches de Chihuahua e Indomables de Ciudad Juárez y la incorporación de Vaqueros de Agua Prieta.
Dos días antes del inicio del torneo, el equipo Algodoneros de Delicias declina su participación en la Temporada “MEXBET 2022”, debido a que no se cuenta con el apoyo de las autoridades locales argumentando cuestiones ajenas a la directiva y en lo deportivo.

## Sistema de competición
Se sigue un sistema de liga, los ocho equipos se enfrentarán todos contra todos en dos ocasiones, una en campo propio y otra en campo contrario, sumando un total de 14 jornadas.

## Equipos
| Liga de Básquetbol Estatal de Chihuahua 2022 |                          |                                                |
| Equipo                                       | Ciudad                   | Gimnasio                                       |
| Algodoneros de Delicias                      | Delicias, Chihuahua      | Gimnasio Municipal Delicias                    |
| Apaches de Chihuahua                         | Chihuahua, Chihuahua     | Gimnasio Rodrigo M. Quevedo                    |
| Cerveceros de Meoqui                         | Meoqui, Chihuahua        | Gimnasio Municipal Carlos Stege Salazar        |
| Dorados Capital                              | Chihuahua, Chihuahua     | Gimnasio Manuel Bernardo Aguirre               |
| Indomables de Ciudad Juárez                  | Ciudad Juárez, Chihuahua | Gimnasio Municipal Josué “Neri” Santos         |
| Manzaneros de Cuauhtémoc                     | Cuauhtémoc, Chihuahua    | Poliforo Cuauhtémoc                            |
| Toros de Torreón                             | Torreón, Coahuila        | Auditorio Municipal Torreón                    |
| Vaqueros de Agua Prieta                      | Agua Prieta, Sonora      | Gimnasio Municipal Ignacio “Guty” González Baz |

## Temporada 2022

### Resultados
| Dorados Capital             | 93 - 86   | Vaqueros de Agua Prieta | Gimnasio MBA           | 28 de enero |
| Indomables de Ciudad Juárez | 88 - 97   | Toros de Torreón        | Municipal Neri Santos  | 28 de enero |
| Cerveceros de Meoqui        | 111 - 105 | Apaches de Chihuahua    | Municipal Carlos Stege | 28 de enero |

| Manzaneros de Cuauhtémoc | 94 - 103  | Cerveceros de Meoqui        | Poliforo Cuahtémoc      | 29 de enero |
| Vaqueros de Agua Prieta  | 90 - 122  | Indomables de Ciudad Juárez | Municipal Guty González | 29 de enero |
| Toros de Torreón         | 107 - 102 | Apaches de Chihuahua        | Municipal Torreón       | 30 de enero |
| Manzaneros de Cuauhtémoc | 76 - 86   | Dorados Capital             | Poliforo Cuahtémoc      | 30 de enero |

| Toros de Torreón     | 83 - 108  | Vaqueros de Agua Prieta  | Municipal Torreón           | 4 de febrero |
| Apaches de Chihuahua | 121 - 100 | Manzaneros de Cuauhtémoc | Gimnasio Rodrigo M. Quevedo | 4 de febrero |
| Cerveceros de Meoqui | 84 - 96   | Dorados Capital          | Municipal Carlos Stege      | 4 de febrero |

| Manzaneros de Cuauhtémoc    | 87 - 113 | Toros de Torreón            | Poliforo Cuahtémoc      | 5 de febrero |
| Dorados Capital             | 99 - 79  | Apaches de Chihuahua        | Gimnasio MBA            | 5 de febrero |
| Indomables de Ciudad Juárez | 100 - 86 | Cerveceros de Meoqui        | Municipal Neri Santos   | 5 de febrero |
| Dorados Capital             | 101 - 90 | Indomables de Ciudad Juárez | Gimnasio MBA            | 6 de febrero |
| Vaqueros de Agua Prieta     | 98 - 83  | Toros de Torreón            | Municipal Guty González | 6 de febrero |

| Manzaneros de Cuauhtémoc | 82 - 98 | Dorados Capital             | Poliforo Cuahtémoc          | 11 de febrero |
| Apaches de Chihuahua     | 89 - 97 | Indomables de Ciudad Juárez | Gimnasio Rodrigo M. Quevedo | 11 de febrero |
| Vaqueros de Agua Prieta  | 99 - 91 | Cerveceros de Meoqui        | Municipal Guty González     | 11 de febrero |

| Apaches de Chihuahua        | 88 - 74   | Vaqueros de Agua Prieta  | Gimnasio Rodrigo M. Quevedo | 12 de febrero |
| Toros de Torreón            | 108 - 102 | Dorados Capital          | Municipal Torreón           | 12 de febrero |
| Indomables de Ciudad Juárez | 116 - 85  | Manzaneros de Cuauhtémoc | Municipal Neri Santos       | 12 de febrero |
| Cerveceros de Meoqui        | 98 - 102  | Apaches de Chihuahua     | Municipal Carlos Stege      | 16 de febrero |

| Toros de Torreón         | 92 - 103 | Cerveceros de Meoqui        | Municipal Torreón  | 18 de febrero |
| Manzaneros de Cuauhtémoc | 92 - 80  | Vaqueros de Agua Prieta     | Poliforo Cuahtémoc | 18 de febrero |
| Dorados Capital          | 95 - 92  | Indomables de Ciudad Juárez | Gimnasio MBA       | 18 de febrero |

| Toros de Torreón        | 95 - 115  | Indomables de Ciudad Juárez | Municipal Torreón           | 19 de febrero |
| Apaches de Chihuahua    | 121 - 114 | Cerveceros de Meoqui        | Gimnasio Rodrigo M. Quevedo | 19 de febrero |
| Vaqueros de Agua Prieta | 105 - 95  | Dorados Capital             | Municipal Guty González     | 19 de febrero |

| Indomables de Ciudad Juárez | 107 - 90 | Vaqueros de Agua Prieta  | Municipal Neri Santos       | 25 de febrero |
| Apaches de Chihuahua        | 99 - 85  | Manzaneros de Cuauhtémoc | Gimnasio Rodrigo M. Quevedo | 25 de febrero |

| Indomables de Ciudad Juárez | 96 - 103 | Vaqueros de Agua Prieta  | Municipal Neri Santos       | 2 de marzo |
| Apaches de Chihuahua        | 98 - 95  | Toros de Torreón         | Gimnasio Rodrigo M. Quevedo | 2 de marzo |
| Cerveceros de Meoqui        | 97 - 82  | Manzaneros de Cuauhtémoc | Municipal Carlos Stege      | 2 de marzo |

| Manzaneros de Cuauhtémoc | 96 - 81  | Apaches de Chihuahua | Poliforo Cuahtémoc      | 4 de marzo |
| Dorados Capital          | 105 - 89 | Cerveceros de Meoqui | Gimnasio MBA            | 4 de marzo |
| Vaqueros de Agua Prieta  | 106 - 93 | Toros de Torreón     | Municipal Guty González | 4 de marzo |

| Apaches de Chihuahua | 83 - 108  | Dorados Capital             | Gimnasio Rodrigo M. Quevedo | 5 de marzo |
| Cerveceros de Meoqui | 106 - 116 | Indomables de Ciudad Juárez | Municipal Carlos Stege      | 5 de marzo |
| Toros de Torreón     | 88 - 91   | Manzaneros de Cuauhtémoc    | Municipal Torreón           | 6 de marzo |

| Dorados Capital             | 120 - 93  | Manzaneros de Cuauhtémoc | Gimnasio MBA           | 9 de marzo |
| Indomables de Ciudad Juárez | 123 - 98  | Apaches de Chihuahua     | Municipal Neri Santos  | 9 de marzo |
| Cerveceros de Meoqui        | 109 - 115 | Vaqueros de Agua Prieta  | Municipal Carlos Stege | 9 de marzo |

| Manzaneros de Cuauhtémoc | 91 - 122 | Indomables de Ciudad Juárez | Poliforo Cuahtémoc      | 11 de marzo |
| Vaqueros de Agua Prieta  | 95 - 121 | Apaches de Chihuahua        | Municipal Guty González | 11 de marzo |
| Dorados Capital          | 105 - 91 | Toros de Torreón            | Gimnasio MBA            | 11 de marzo |

| Vaqueros de Agua Prieta     | 103 - 82  | Manzaneros de Cuauhtémoc | Municipal Guty González | 12 de marzo |
| Indomables de Ciudad Juárez | 99 - 93   | Dorados Capital          | Municipal Neri Santos   | 12 de marzo |
| Cerveceros de Meoqui        | 123 - 109 | Toros de Torreón         | Municipal Carlos Stege  | 12 de marzo |
| Toros de Torreón            | 115 - 108 | Cerveceros de Meoqui     | Municipal Torreón       | 13 de marzo |

Fuente: Rol de Juegos LBE 2022

### Clasificación
|                                                                           | Equipo                      | JJ | JG | JP | PF   | PC   | DIF  | PTOS |
| ------------------------------------------------------------------------- | --------------------------- | -- | -- | -- | ---- | ---- | ---- | ---- |
| 1                                                                         | Dorados Capital             | 14 | 11 | 3  | 1396 | 1257 | 139  | 25   |
| 2                                                                         | Indomables de Ciudad Juárez | 14 | 10 | 4  | 1483 | 1319 | 164  | 24   |
| 3                                                                         | Vaqueros de Agua Prieta     | 14 | 8  | 6  | 1352 | 1355 | -3   | 22   |
| 4                                                                         | Apaches de Chihuahua        | 14 | 7  | 7  | 1387 | 1402 | -15  | 21   |
| 5                                                                         | Cerveceros de Meoqui        | 14 | 5  | 9  | 1422 | 1451 | -29  | 19   |
| 6                                                                         | Toros de Torreón            | 14 | 5  | 9  | 1369 | 1434 | -65  | 19   |
| 7                                                                         | Manzaneros de Cuauhtémoc    | 14 | 3  | 11 | 1236 | 1427 | -191 | 17   |
| Fuente: Liga de Básquetbol Estatal de Chihuahua; actualización automática |                             |    |    |    |      |      |      |      |

- Clasificado a Playoffs.

### Playoffs
|  | Semifinales      | Semifinales                 | Semifinales      |                         |   | Final                    | Final                    | Final                    |  |
|  | 17 - 28 de marzo | 17 - 28 de marzo            | 17 - 28 de marzo |                         |   | 31 de mayo - 11 de abril | 31 de mayo - 11 de abril | 31 de mayo - 11 de abril |  |
|  |                  |                             |                  |                         |   |                          |                          |                          |  |
|  |                  |                             |                  |                         |   |                          |                          |                          |  |
|  | 1                | Dorados Capital             | 3                |                         |   |                          |                          |                          |  |
|  | 1                | Dorados Capital             | 3                |                         |   |                          |                          |                          |  |
|  | 4                | Apaches de Chihuahua        | 1                |                         |   |                          |                          |                          |  |
|  | 4                | Apaches de Chihuahua        | 1                |                         | 1 | Dorados Capital          | 4                        |                          |  |
|  |                  |                             |                  |                         | 1 | Dorados Capital          | 4                        |                          |  |
|  |                  |                             | 3                | Vaqueros de Agua Prieta | 0 |                          |                          |                          |  |
|  | 2                | Indomables de Ciudad Juárez | 3                | Vaqueros de Agua Prieta | 0 | 2                        |                          |                          |  |
|  | 2                | Indomables de Ciudad Juárez |                  |                         |   | 2                        |                          |                          |  |
|  | 3                | Vaqueros de Agua Prieta     | 3                |                         |   |                          |                          |                          |  |
|  | 3                | Vaqueros de Agua Prieta     | 3                |                         |   |                          |                          |                          |  |
|  |                  |                             |                  |                         |   |                          |                          |                          |  |

#### Semifinales

##### (1)Dorados Capitalvs. (4)Apaches de Chihuahua
| 17 de marzo, 20:00 | Dorados Capital                                                          | 89–92                | Apaches de Chihuahua                                                    | Chihuahua, Chihuahua   |  |
|                    | Parciales: 10-29, 23-12, 32-22, 24-29                                    |                      |                                                                         |                        |  |
|                    | Estadísticas Daniel Girón (18) Israel Gutiérrez (16) Jorge Gutiérrez (8) | Reporte Pts Reb Asts | Estadísticas Idris Alvarado (23) Marco Ramos (10) Ricardo Calatayud (6) | Pabellón: Gimnasio MBA |  |

| 18 de marzo, 20:00 | Dorados Capital                                                                           | 95–84                | Apaches de Chihuahua                                                                  | Chihuahua, Chihuahua   |  |
|                    | Parciales: 9-27, 19-18, 37-22, 30-17                                                      |                      |                                                                                       |                        |  |
|                    | Estadísticas Cristian Cortes (28) I. Ávalos, I. Gutiérrez (8) C. Cortes, J. Gutiérrez (9) | Reporte Pts Reb Asts | Estadísticas Manuel Hernández (25) M. Ramos, J. Ibarra (11) M. Ramos, I. Alvarado (8) | Pabellón: Gimnasio MBA |  |

| 24 de marzo, 20:00 | Apaches de Chihuahua                                              | 83–91                | Dorados Capital                                                              | Chihuahua, Chihuahua                  |  |
|                    | Parciales: 23-34, 23-14, 22-19, 15-24                             |                      |                                                                              |                                       |  |
|                    | Estadísticas Josh Ibarra (20) Marco Ramos (10) Idris Alvarado (8) | Reporte Pts Reb Asts | Estadísticas Charles Mitchell (27) Charles Mitchell (12) Cristian Cortés (9) | Pabellón: Gimnasio Rodrigo M. Quevedo |  |

| 25 de marzo, 20:00 | Apaches de Chihuahua                                                | 72–118               | Dorados Capital                                                           | Chihuahua, Chihuahua                  |  |
|                    | Parciales: 31-38, 10-24, 25-26, 6-30                                |                      |                                                                           |                                       |  |
|                    | Estadísticas Marco Ramos (26) Marco Ramos (8) Ricardo Calatayud (5) | Reporte Pts Reb Asts | Estadísticas Charles Mitchell (25) Irwin Ávalos (16) Cristian Cortés (16) | Pabellón: Gimnasio Rodrigo M. Quevedo |  |

##### (2)Indomables de Ciudad Juárezvs. (3)Vaqueros de Agua Prieta
| 17 de marzo, 20:00 | Indomables de Ciudad Juárez                                                  | 110–88               | Vaqueros de Agua Prieta                                                                                            | Ciudad Juárez, Chihuahua                         |  |
|                    | Parciales: 32-18, 27-20, 25-26, 26-24                                        |                      | |                                                  |  |
|                    | Estadísticas Anthony Laveal (26) J. Dickson, T. Manuel (5) Ramsés Suárez (8) | Reporte Pts Reb Asts | Estadísticas Alejandro Villanueva (29) Marvin Phillips (10) V. Álvarez, M. Phillips, J. Rodríguez, D. Valencia (2) | Pabellón: Gimnasio Municipal Josué “Neri” Santos |  |

| 18 de marzo, 20:00 | Indomables de Ciudad Juárez                                        | 89–92                | Vaqueros de Agua Prieta                                                                                      | Ciudad Juárez, Chihuahua                         |  |
|                    | Parciales: 18-13, 31-23, 20-27, 20-29                              |                      | |                                                  |  |
|                    | Estadísticas John Dickson (26) Raúl Delgado (8) Ramsés Suárez (12) | Reporte Pts Reb Asts | Estadísticas Juan Manuel Esteva (27) R. Gallegos, J.M. Esteva, M. Phillips (6) J. Rodríguez, J.M. Esteva (3) | Pabellón: Gimnasio Municipal Josué “Neri” Santos |  |

| 24 de marzo, 20:00 | Vaqueros de Agua Prieta                                                     | 116–107              | Indomables de Ciudad Juárez                                         | Agua Prieta, Sonora                                      |  |
|                    | Parciales: 31-27, 23-24, 30-26, 32-30                                       |                      |                                                                     |                                                          |  |
|                    | Estadísticas Victor Álvarez (24) Xavier Gibson (7) Alejandro Villanueva (6) | Reporte Pts Reb Asts | Estadísticas Raúl Delgado (36) Anthony Laveal (15) Raúl Delgado (5) | Pabellón: Gimnasio Municipal Ignacio “Guty” González Baz |  |

| 25 de marzo, 20:00 | Vaqueros de Agua Prieta                                                  | 92–108               | Indomables de Ciudad Juárez                                            | Agua Prieta, Sonora                                      |  |
|                    | Parciales: 34-32, 19-25, 19-32, 20-19                                    |                      |                                                                        |                                                          |  |
|                    | Estadísticas Rayes Gallegos (24) Marvin Phillips (13) Rayes Gallegos (4) | Reporte Pts Reb Asts | Estadísticas Anthony Laveal (30) Anthony Laveal (12) Ramsés Suárez (9) | Pabellón: Gimnasio Municipal Ignacio “Guty” González Baz |  |

| 28 de marzo, 20:00 | Indomables de Ciudad Juárez                                                           | 90–99                | Vaqueros de Agua Prieta                                                   | Ciudad Juárez, Chihuahua                         |  |
|                    | Parciales: 26-35, 14-16, 27-29, 23-19                                                 |                      |                                                                           |                                                  |  |
|                    | Estadísticas John Dickson (23) R. Delgado, A. Laveal, J. Dickson (5) Raúl Delgado (3) | Reporte Pts Reb Asts | Estadísticas Marvin Phillips (24) Marvin Phillips (8) Josué Rodríguez (6) | Pabellón: Gimnasio Municipal Josué “Neri” Santos |  |

#### Final

##### (1)Dorados Capitalvs. (3)Vaqueros de Agua Prieta
| 31 de abril, 20:00 | Dorados Capital                                                         | 117–76       | Vaqueros de Agua Prieta                                                       | Chihuahua, Chihuahua   |  |
|                    | Parciales: 29-30, 16-14, 44-10, 28-22                                   |              |                                                                               |                        |  |
|                    | Estadísticas Cristian Cortés (22) José Estrada (10) Jorge Gutiérrez (9) | Pts Reb Asts | Estadísticas Alejandro Villanueva (18) Xavier Gibson (10) Josué Rodríguez (7) | Pabellón: Gimnasio MBA |  |

| 1 de abril, 20:00 | Dorados Capital                                                            | 99–94        | Vaqueros de Agua Prieta                                                           | Chihuahua, Chihuahua   |  |
|                   | Parciales: 24-24, 15-21, 27-22, 33-27                                      |              |                                                                                   |                        |  |
|                   | Estadísticas Jorge Gutiérrez (35) Charles Mitchell (9) Cristian Cortés (8) | Pts Reb Asts | Estadísticas Marvin Phillips Jr. (25) Marvin Phillips Jr. (11) Víctor Álvarez (9) | Pabellón: Gimnasio MBA |  |

| 4 de abril, 20:00 | Vaqueros de Agua Prieta                                                     | 98–118       | Dorados Capital                                                         | Agua Prieta, Sonora                                      |  |
|                   | Parciales: 23-38, 26-26, 38-24, 11-30                                       |              |                                                                         |                                                          |  |
|                   | Estadísticas Rayes Gallegos (26) Xavier Gibson (7) Alejandro Villanueva (4) | Pts Reb Asts | Estadísticas Antonio Peña (28) Israel Gutiérrez (8) Jorge Gutiérrez (9) | Pabellón: Gimnasio Municipal Ignacio “Guty” González Baz |  |

| 5 de abril, 20:00 | Vaqueros de Agua Prieta                                                                                       | 85–101       | Dorados Capital                                                             | Agua Prieta, Sonora                                      |  |
|                   | Parciales: 14-28, 21-23, 24-26, 26-24                                                                         |              |                                                                             |                                                          |  |
|                   | Estadísticas Marvin Phillips Jr. (22) A. Villanueva, M, Phillips Jr., M. Martínez (7) Marvin Phillips Jr. (3) | Pts Reb Asts | Estadísticas Jorge Gutiérrez (25) Israel Gutiérrez (13) Cristian Cortés (6) | Pabellón: Gimnasio Municipal Ignacio “Guty” González Baz |  |

### Juego de Estrellas
El Juego de Estrellas 2022 se realizó el sábado 26 de febrero en el Gimnasio Municipal Josué “Neri” Santos de Ciudad Juárez, casa de los Indomables.
El equipo Pares dominó el encuentro y vence 128-100 al equipo Nones, siendo nombrado el MVP Gabriel "El Zurdo" Vázquez Mejía de los Cerveceros de Meoqui con 28 ptos, 3 reb y 2 ast.

#### Equipos[4]
| Nombre                                        | Equipo           | Pos              |                  |
| Quinteto Inicial                              | Quinteto Inicial | Quinteto Inicial | Quinteto Inicial |
| --------------------------------------------- | ---------------- | ---------------- | ---------------- |
| Raúl Eduardo Delgado Cruz                     | Indomables       | SG               |                  |
| Anthony Laveal Johnson                        | Indomables       | C                |                  |
| Trevor Manuel Jr.                             | Indomables       | C                |                  |
| Manuel Alonzo Hernández Littlejohn            | Apaches          | SG               |                  |
| Jeff Early Jr.                                | Cerveceros       | SG               |                  |
| Reservas                                      |                  |                  |                  |
| Carlos Ramsés Suárez Rodríguez                | Indomables       | PG               |                  |
| John Dickson                                  | Indomables       | SF               |                  |
| Ricardo Calatayud Ávila                       | Apaches          | PG               |                  |
| Otoniel Eduardo Zulueta Silva                 | Apaches          | SF               |                  |
| Gabriel Vázquez Mejía                         | Cerveceros       | PF               |                  |
| Jermaine Jackson Jr.                          | Cerveceros       | PG               |                  |
| Isaac Gutiérrez Ramírez                       | Cerveceros       | PF               |                  |
| Entrenador: Jesús Aragón Vázquez (Indomables) |                  |                  |                  |
| Asistente: Jesús Hiram Mendoza (Apaches)      |                  |                  |                  |

| Nombre                                            | Equipo           | Pos              |                  |
| Quinteto Inicial                                  | Quinteto Inicial | Quinteto Inicial | Quinteto Inicial |
| ------------------------------------------------- | ---------------- | ---------------- | ---------------- |
| Charles Mitchell                                  | Dorados          | PF               |                  |
| Antonio Miguel Peña Wright                        | Dorados          | PF               |                  |
| Rayes Tony Gallegos Jr.                           | Vaqueros         | SF               |                  |
| Enrico Dean Nuño                                  | Manzaneros       | PF               |                  |
| Joseph Rubén Soto Rivera                          | Manzaneros       | PG               |                  |
| Reservas                                          |                  |                  |                  |
| - Jorge Iván Gutiérrez Cárdenas                   | Dorados          | PG               |                  |
| + Ricardo Mauricio Valdéz Bustamante              | Dorados          | SG               |                  |
| Luis Alejandro Villanueva López                   | Vaqueros         | SF               |                  |
| Juan Manuel Esteva Hernández                      | Vaqueros         | PF               |                  |
| Juan Ángel Contreras Muro                         | Toros            | SG               |                  |
| - Luis Arahon Andriassi Quintana                  | Toros            | PG               |                  |
| Raúl Fernando Olalde Vázquez                      | Toros            | PF               |                  |
| Joaquín Villanueva Lozano                         | Manzaneros       | C                |                  |
| Entrenador: Manolo Hussein (Dorados)              |                  |                  |                  |
| Asistente: Amsy Enay Morales Maytorena (Vaqueros) |                  |                  |                  |

 =  Cuenta con nacionalidad mexicana. 

#### Concurso de Habilidades
| Pos | Jugador                        | Equipo         | 1ª Ronda | 2ª Ronda |
| --- | ------------------------------ | -------------- | -------- | -------- |
| PG  | Ronaldo Cordero                | Talento Juárez | 15.34s   | 14.16s   |
| SG  | Jermaine Jackson Jr            | Cerveceros     | 14.51s   | 28.61s   |
| PG  | Carlos Ramsés Suárez Rodríguez | Indomables     | 23.13s   | 14.69s   |
| PG  | David Josué Rico Gaytán        | Dorados        | 19.22s   | 16.59s   |
| PG  | Ricardo Calatayud Ávila        | Apaches        | 29.69s   | 17.01s   |
| PG  | Julián Alan Torres Sifuentes   | Indomables     | 24.03s   | 38.42s   |
| PG  | Joseph Rubén Soto Rivera       | Manzaneros     | 31.45s   | 25.59s   |
| SG  | Jeff Early Jr.                 | Cerveceros     | 42.57s   | 47.19s   |

 =  Cuenta con nacionalidad mexicana. 

#### Concurso de Triples
| Pos | Jugador                            | Equipo         | 1ª Ronda | Ronda Final |
| --- | ---------------------------------- | -------------- | -------- | ----------- |
| PG  | Ricardo Calatayud Ávila            | Apaches        | 24       | 20          |
| PG  | David Josué Rico Gaytán            | Dorados        | 20       | 14          |
| SF  | José Carlos Zesati Espinoza        | Indomables     | 18       | DNQ         |
| SG  | Juan Ángel Contreras Muro          | Toros          | 17       | DNQ         |
| PF  | Gabriel Vazquez Mejía              | Cerveceros     | 15       | DNQ         |
| C   | Joaquín Villanueva Lozano          | Manzaneros     | 15       | DNQ         |
| PG  | Manuel Alonzo Hernández Littlejohn | Apaches        | 15       | DNQ         |
| G   | Héctor Pérez                       | Talento Juárez | 15       | DNQ         |
| SF  | Luis Alejandro Villanueva López    | Vaqueros       | 10       | DNQ         |
| SG  | Josué Andriassi Quintana           | Indomables     | 10       | DNQ         |

 =  Cuenta con nacionalidad mexicana. 

#### Concurso de Clavadas
| Pos | Jugador                            | Equipo     | 1ª Ronda | 2ª Ronda | Ronda Final | Desempate |
| --- | ---------------------------------- | ---------- | -------- | -------- | ----------- | --------- |
| PF  | Enrico Dean Nuño                   | Manzaneros | 35       | 44       | 25          | 41        |
| PG  | Daniel Christopher Hernández       | Indomables | 32       | 50       | 25          | 30        |
| SF  | John Dickson                       | Indomables | 40       | 35       | DNQ         |           |
| SG  | Manuel Alonzo Hernández Littlejohn | Apaches    | 25       | 45       | DNQ         |           |
| PF  | Antonio Miguel Peña Wright         | Dorados    | 25       | 36       | DNQ         |           |
| SG  | Jeff Early Jr.                     | Cerveceros | 25       | 0        | DNQ         |           |

 =  Cuenta con nacionalidad mexicana. 